# Sopra l'acqua, sotto il cielo
Sopra l'acqua, sotto il cielo è un romanzo per ragazzi di Paola Zannoner, edito da Fanucci Editore nel 2006.

## Trama
Il libro racconta quattro avventure di altrettanti ragazzi adolescenti di 12 anni.
La prima storia parla della prima guerra mondiale, che si è combattuta nelle montagne trentinese ed ha visto come protagonisti un padre, implicato in un'operazione di spionaggio, e sua figlia, la quale ascolta e si fa un'idea di quello che potrebbe essere il lavoro del padre, annoiata, decide di fare uno scherzo al padre, sostituire il contenuto di una busta, scherzo che si rileverà fondamentale per sfuggire alle rappresaglie austriache.
La seconda vicenda riguarda la strage di Piazza della Loggia a Brescia il 28 maggio 1974; la protagonista è vittima degli imprevisti, perde il pullman, così si dirige a scuola a piedi, il destino ha voluto che ad un momento preciso, un giorno preciso lei si ritrovasse vittima di un attentato che non la riguardava in una manifestazione che non capiva e che non capirà mai.
Il terzo racconto del libro della Zannoner parla di un ragazzo che ha vissuto a Firenze durante la Seconda guerra mondiale, mentre l'Italia è invasa, le città vengono bombardate, i soldati hanno imposto il coprifuoco e la gente si riunisce in edifici d'epoca, troppo antichi per essere distrutti dicono loro, ma solo loro, visto che la cattiveria di alcuni uomini non ha confini.
Narra di questo ragazzo di 11 anni che insieme al fratello piccolo, alla nonna e alla madre riescono a sopravvivere insieme a molte altre persone al bombardamento rifugiandosi a Santa Trinità. Il padre del ragazzo che faceva l'architetto era partito per la guerra e veniva dato per catturato.
Alla fine della storia Firenze ha resistito, anche se il ponte di Santa Trinità era stato distrutto dalla guerra.
La famiglia alla fine si ritrova con il padre scappato dai tedeschi.
Infine la quarta storia è più recente, parla di un ragazzo che dal suo paese, in Kenya o in Nigeria, non lo sa nemmeno lui, parte da solo in cerca di fortuna, attraversa il continente e giunge al mare, da cui si imbarcherà e come accade resta naufrago; per sua fortuna conosce un uomo, il quale è molto ricco, lo salva e lo adotta, inizia così per Atom, il protagonista un periodo istruito e felice.

## Edizioni
- Paola Zannoner, Sopra l'acqua, sotto il cielo, collana Junior bestseller, Mondadori, 2006,  p. 145, ISBN 88-04-55757-5.